# Boulazac-Isle-Manoire
Boulazac-Isle-Manoire è un comune francese del dipartimento della Dordogna nella regione della Nuova Aquitania.
È stato creato il 1º gennaio 2016 dalla fusione dei preesistenti comuni di Atur, Boulazac e Saint-Laurent-sur-Manoire. Dal 1º gennaio 2017 è stato aggregato anche il preesistente comune di Sainte-Marie-de-Chignac.
Il capoluogo è la località di Boulazac.